# Pęcice
Pęcice – wieś sołecka w Polsce położona w województwie mazowieckim, w powiecie pruszkowskim, w gminie Michałowice. Leży nad rzeką Utratą. Wśród zabytków znajdujących się w miejscowości wymienić należy kościół parafialny, pałac z parkiem, folwark i dwa cmentarze.
Wieś szlachecka położona była w 1580 roku w powiecie warszawskim ziemi warszawskiej województwa mazowieckiego. 

## Historia
Jest to stara wieś istniejąca już przed powstaniem parafii. Miejscowość nosi nazwę słowiańską dzierżawczą, patronimiczną, prawdopodobnie od imienia Pęcień, Pęcisław, Pęczek.
Parafia w Pęcicach została założona w XIII wieku z fundacji rodu Pierzchałów z gniazda rodowego z Pęcic i kilku okolicznych miejscowości. W XV wieku należało do niej 13 miejscowości.
W XVI wieku wieś dzielono na Pęcice tzw. szlacheckie, Pęcice tzw. kościelne oraz Salino – Pęcice, z których ta ostatnia nomenklatura istniała nie dłużej niż 100 lat.
Do początku XVII wieku wieś składająca się z kilku folwarków znajdowała się w rękach szlachty herbu Pierzchała (Pęciccy) oraz Chądzyńskich herbu Ciołek. Kolejni Chądzyńscy dokupowali pola w sąsiedniej wsi Reguły.
Pod koniec XVII wieku jednym z właścicieli był Górski herbu Bożawola, który w XVIII wieku przyłączył do folwarku sąsiednią wieś Chlebowo, oraz dalsze części wsi Reguły.
Pod koniec XVIII wieku pęcicki majątek ze wszystkimi przydatkami w okolicznych wsiach przeszedł z rąk rodziny Górskich w ręce Pawła Zaborowskiego przez poślubioną przez niego Konstancję z Górskich.
W roku 1808 dobra nabył Jan Paweł Sapieha i zbudował tu pałac (tzw. cassino) jako miejsce podmiejskich bankietów dla towarzystwa wolnomularzy stowarzyszonych w Loży Braci Polaków Zjednoczonych na Wschodzie Warszawy Następnie nabyte ponownie przez Zaborowskich. W roku 1818 kupione przez Antoniego Bieńkowskiego herbu Korwin. Bieńkowski dokupił następnie kolejne części okolicznych wsi Czechowic, Szamotów, Kaliszów i Reguł. W roku 1832 dobra nabyte zostały przez Popławskich herbu Jastrzębiec. Poprzez Marię z Popławskich zamężną z Łuszczewskim przeszły w posiadanie Łuszczewskich herbu Korczak.
Do roku 1945 majątek znajdował się w rękach rodziny Marylskich herbu Ostoja (Antoni Marylski senior adoptowany został przez małżeństwo Łuszczewskich).
Jesienią 1914 roku podczas I wojny światowej Pęcice znalazły się na linii frontu między wojskami rosyjskimi i niemieckimi (miejscowość kilkakrotnie przechodziła z rąk do rąk). Rosyjski kontratak odbił wieś, a pałac, w piwnicach którego schroniła się miejscowa ludność, ostrzelała artyleria niemiecka. W wyniku ostrzału pałac uległ zniszczeniu i spaleniu. Duże szkody wyrządzono też w samej wsi, jak i w budynku miejscowego kościoła (pociski z tych wydarzeń do dziś tkwią w jednej z jego ścian). Pozostałością tych walk zwanych „bitwą o Pruszków” jest znajdujący się na północny wschód od Pęcic cmentarz poległych tu żołnierzy.
Po wybuchu powstania warszawskiego, pomiędzy 1 a 2 sierpnia 1944, wycofująca się z warszawskiej dzielnicy Ochota grupa 700 powstańców pod dowództwem komendanta obwodu, ppłk. Mieczysława Sokołowskiego ps. „Grzymała”, przemieszczając się wzdłuż linii kolejki EKD, próbowała się przedostać do lasów sękocińskich poprzez Reguły i Pęcice, gdzie natknęła się na Niemców. W wyniku spotkania doszło do potyczki, w efekcie której większość 700-osobowego zespołu przebiła się w rejon Sękocina, a 67 powstańców zostało pochwyconych, po czym w większości zamordowanych. Zwłoki ofiar ekshumowano w 1946 i w większości zidentyfikowano. Na miejscu zbrodni ustawiono symboliczne mauzoleum.
W latach 1975–1998 miejscowość administracyjnie należała do województwa warszawskiego.

## Zabytki

### Kościół pw. św. Piotra i Pawła

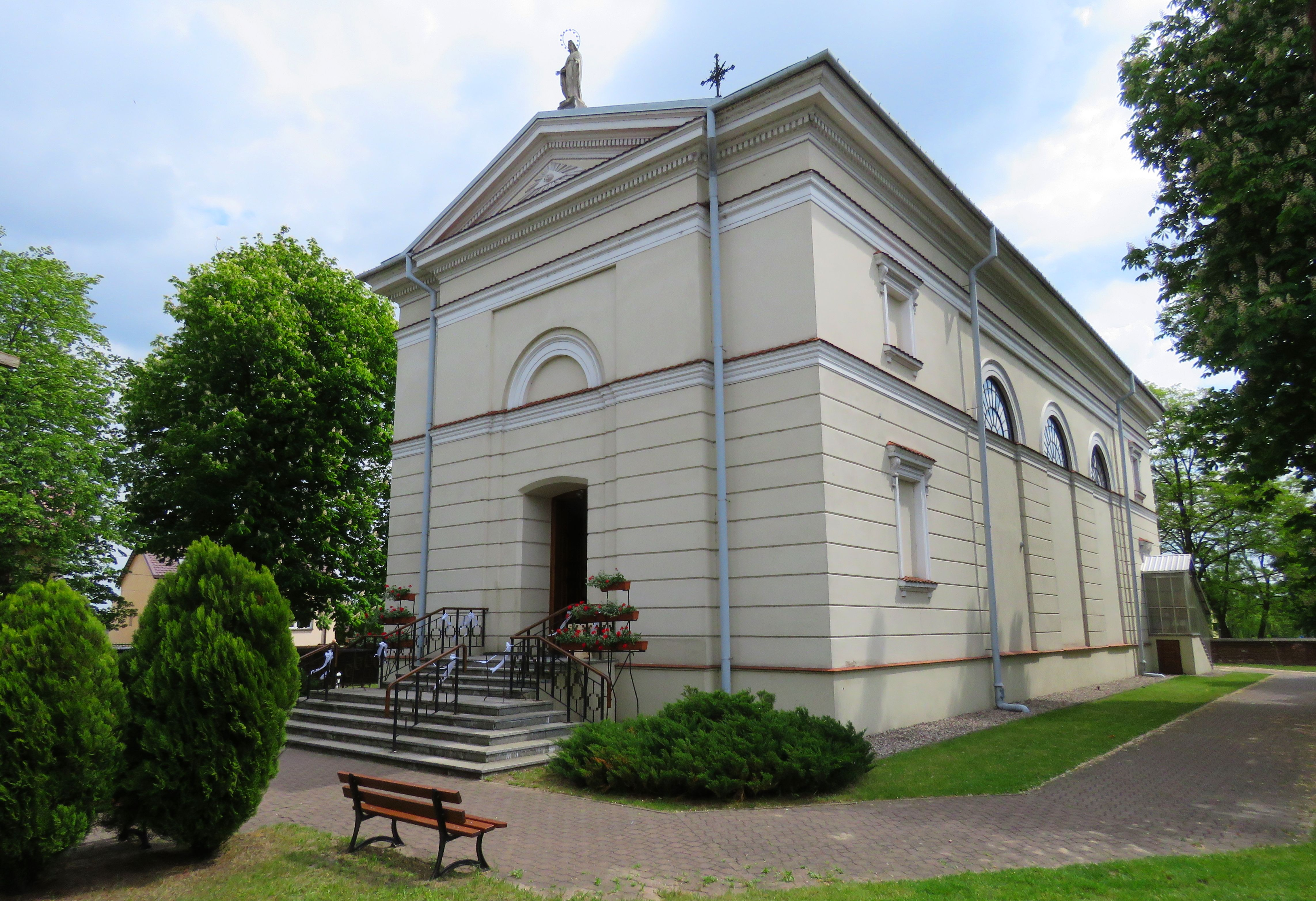
Kościół św. Piotra i Pawła

We wsi znajduje się kościół pod wezwaniem św. Piotra i Pawła, klasycystyczny, murowany, zbudowany w latach 1825–1832 według projektu Jana Postawki. Wnętrze posiada interesujące zabytkowe wyposażenie, między innymi fragmenty rozbitego w roku 1914 późnorenesansowego nagrobka Andrzeja Chądzyńskiego. Przy kościele cmentarz parafialny. Na jego terenie kilka zabytkowych nagrobków, między innymi rodziny Popławskich, Tarczewskich, Marylskich. Przed kościołem figura NMP fundacji Popławskich.

### Pałac

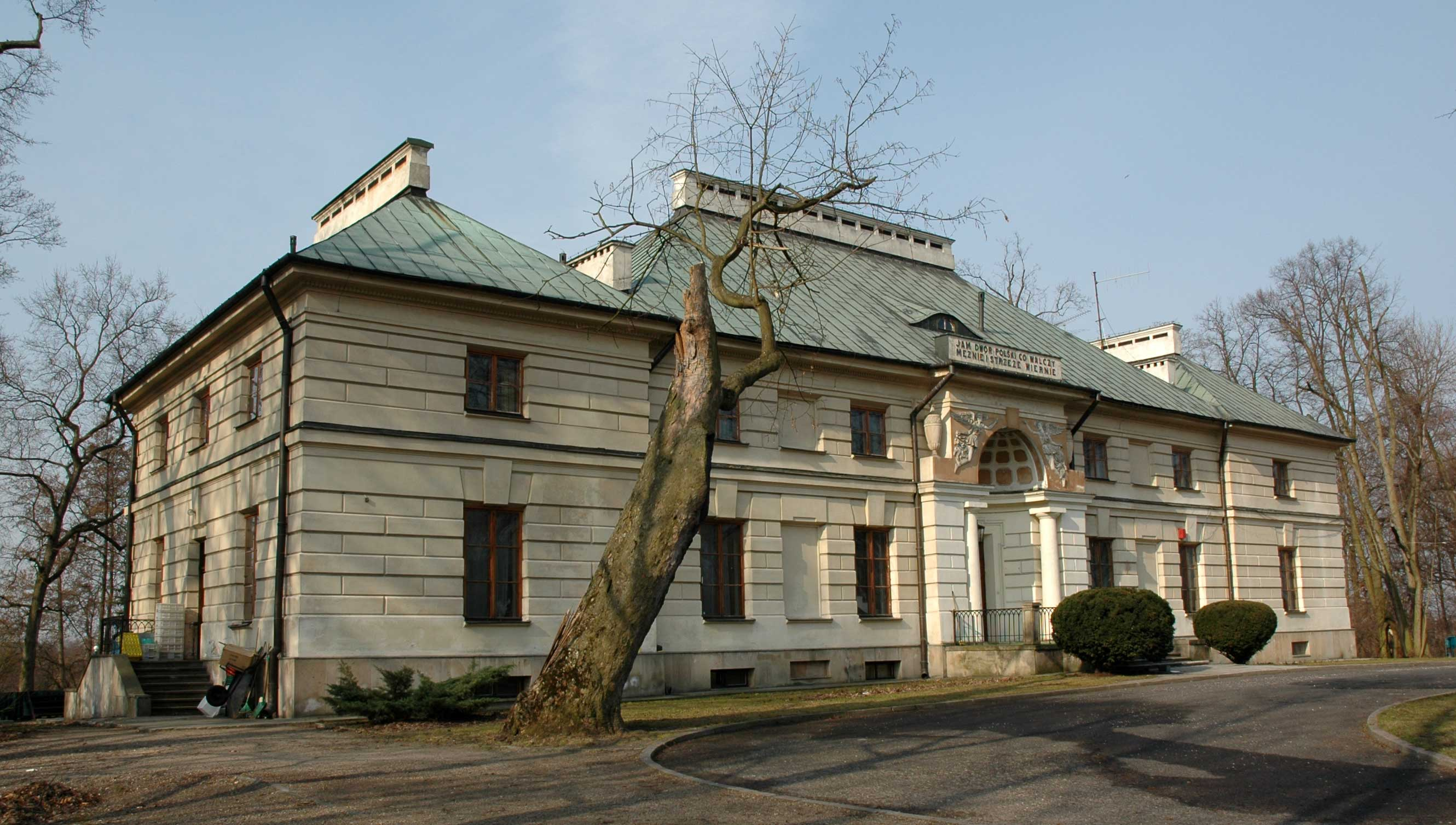
Dwór w Pęcicach

Pałac klasycystyczny został zbudowany w latach 1808–1809 prawdopodobnie wg projektu Fryderyka Alberta Lessla, w późniejszych czasach kilkakrotnie rozbudowywany. Prawie całkowicie zrujnowany w czasie I wojny światowej, odbudowany w latach dwudziestych XX wieku. Na attyce budynku nad wejściem znajduje się napis, umieszczony tu w czasie odbudowy po I wojnie: Jam Dwór Polski. Co Walczy Mężnie i Strzeże Wiernie.
Wokół pałacu rozciąga się park krajobrazowy założony w latach 1808–1809 wg projektu Jana Chrystiana Schucha. W parku znajduje się staw z wyspą, lodownia, figurka NMP dwudziestowieczna, oraz pomnik poległych w roku 1944 powstańców. Występuje tu wiele cennych okazów drzew, między innymi: 250-letnie wiązy szypułkowe, oraz lipa drobnolistna o obwodzie 755 cm (w 2015), wiek ocenia się na 350 lat; to jedna z najgrubszych lip na Mazowszu. Teren parku łączy się z 50-hektarowym obszarem stawów, założonych w XIX wieku, zasilanych przez rzekę Utratę, na których gnieździ się wiele gatunków ptactwa wodnego.
Dziś pałac znany jest pod nazwą Dwór Polski.
W 1990 roku we dworze na piętrze kilka pokoi wynajmował kandydat na prezydenta RP Stanisław Tymiński.
W latach 1990–1991 pałac w Pęcicach był siedzibą spółki Art-B, a jej szefowie, Bogusław Bagsik i Andrzej Gąsiorowski, przyjmowali w nim polityków wszystkich ówczesnych partii. Do niedawna mieścił się w nim pensjonat „Dwór Polski”, obecnie obiekt jest zamknięty.
Obok parku, na terenie folwarku znajduje się kilka zabytkowych budynków starszych od pałacu: rządcówka (1785), dwukondygnacjowa stajnia i spichlerz lub dawny młyn. Do niedawna na terenie parku znajdowały się ruiny (zniszczonej w 1914) klasycystycznej murowanej karczmy.
Przy północnym narożniku parku znajduje się żeliwny krzyż przydrożny ufundowany przez Popławskich w roku 1856

### Cmentarz z I wojny światowej
W sąsiedztwie (52°09′25″N 20°51′06″E/52,157000 20,851800) znajduje się cmentarz żołnierzy niemieckich i rosyjskich (w tym Polaków) poległych w 1914 roku, o wymiarach około 53 na 17 metrów. Przed I wojną światową w miejscu tym odkryto relikty cmentarzyska, prawdopodobnie z okresu kultury łużyckiej.